# Fragments d'un discours amoureux
Les Fragments d’un discours amoureux est un essai paru en 1977 de l’écrivain et sémiologue français Roland Barthes.
Roland Barthes s’appuie sur ses lectures d’œuvres littéraires, qu’il s’agisse de romans comme Les Souffrances du jeune Werther de Goethe qui tient notamment un rôle important, d’œuvres poétiques ou théâtrales, mais aussi sur d'autres formes d’art et de création (musique, peinture, etc.), qu’il combine à sa propre réflexion pour former un discours théorique sur les sentiments amoureux. Les références littéraires sur lesquelles le texte s'appuie sont présentées dans la marge.
Avec 100 000 exemplaires vendus dès publication, l'ouvrage a été le plus grand succès de librairie de Roland Barthes.

## Entrées
L’œuvre est constituée de chapitres courts:
1. S’abîmer
2. Absence
3. Adorable
4. Affirmation
5. Altération
6. Angoisse
7. Annulation
8. Ascèse
9. Atopos
10. Attente
11. Cacher
12. Casés
13. Catastrophe
14. Circonscrire
15. Cœur
16. Comblement
17. Compassion
18. Comprendre
19. Conduite
20. Connivence
21. Contacts
22. Contingences
23. Corps
24. Déclaration
25. Dédicace
26. Démons
27. Dépendance
28. Dépense
29. Déréalité
30. Drame
31. Écorché
32. Écrire
33. Errance
34. Étreinte
35. Exil
36. Fâcheux
37. Fading
38. Fautes
39. Fête
40. Fou
41. Gêne
42. Gradiva
43. Habit
44. Identification
45. Image
46. Inconnaissable
47. Induction
48. Informateur
49. Insupportable
50. Issues
51. Jalousie
52. Je-t-aime
53. Langueur
54. Lettre
55. Loquèle
56. Magie
57. Monstrueux
58. Mutisme
59. Nuages
60. Nuit
61. Objets
62. Obscène
63. Pleurer
64. Potin
65. Pourquoi
66. Ravissement
67. Regretté
68. Rencontre
69. Retentissement
70. Réveil
71. Scène
72. Seul
73. Signes
74. Souvenir
75. Suicide
76. Tel
77. Tendresse
78. Union
79. Vérité
80. Vouloir-saisir.

## Livre audio
- Fabrice Luchini lit Fragments d'un discours amoureux de Roland Barthes, Audiolib, 19 janvier 2011.